# Roberts Rode
Roberts Rode (ur. 29 maja 1987 w Rydze) – łotewski narciarz alpejski, olimpijczyk.

## Udział w ważnych imprezach

### Zimowe Igrzyska Olimpijskie
- Vancouver 2010 – 58. miejsce (zjazd), DNF (super kombinacja)
- Soczi 2014 – 47. miejsce (zjazd), DNF (super gigant, slalom)

### Mistrzostwa Świata
wyniki tylko z konkurencji, które ukończył
- Val d Isere 2009 – 70. (slalom gigant)
- Schladming 2013 – 42. (zjazd), 64. (super gigant)

### Mistrzostwa Świata Juniorów
- Maribor 2004 – 45. (slalom), 80. (slalom gigant), 89. (super gigant)

### Uniwersjada
- Yabuli 2009 – 31. (zjazd), 44. (slalom gigant), DNF (super gigant), DSQ (slalom)